# Lundeborg Sogn
Lundeborg Sogn er et sogn i Svendborg Provsti i Fyens Stift.
Lundeborg Kirke blev i 1896 indviet som filialkirke til Oure Kirke. Lundeborg blev så et kirkedistrikt i Oure Sogn, som hørte til Gudme Herred i Svendborg Amt. Oure-Vejstrup sognekommune inkl. kirkedistriktet blev ved kommunalreformen i 1970 indlemmet i Gudme Kommune, der ved strukturreformen i 2007 indgik i Svendborg Kommune.
Da kirkedistrikterne blev nedlagt 1. oktober 2010, blev Lundeborg Kirkedistrikt udskilt som det selvstændige Lundeborg Sogn. 
Stednavne, se Oure Sogn.